# Dionisio Anzilotti
Dionisio Anzilotti (Pescia, 20 de fevereiro de 1867 — Uzzano, 23 de agosto de 1950) foi um eminente jurista e diplomata italiano. É considerado um dos maiores estudiosos do direito internacional no século XX. Foi um dos principais teóricos da corrente dualista, que defende serem o direito internacional e o direito interno de cada Estado sistemas rigorosamente independentes e distintos.

## Biografia
Realizou seus estudos universitários junto à Faculdade de Direito da Universidade de Pisa, obtendo o bacharelado em 1890 ao defender tese em direito internacional privado. Iniciou sua carreira como juiz no Tribunal de apelação de Florença. Na mesma cidade, de 1892 a 1902, lecionou "Direito civil e privado internacional" no Régio Instituto de Ciências Sociais “Cesare Alfieri”. Obtida a livre docência em "Direito internacional" na universidade estatal, deixou Florença para as Universidades de Palermo (1902 – 1903), e de Bolonha (1904 – 1911). Obteve a nomeação de professor catedrático em 1906, e em 1911 foi designado para a cátedra de "Direito internacional" da Universidade de Roma, na qual permaneceu até sua aposentadoria, 1937.
Em 1906, juntamente com Arturo Ricci Busatti e Leone Adolfo Senigallia, fundou a “Rivista di Diritto Internazionale”, que publicou e promoveu ativamente por cerca de vinte anos.

### Na Diplomacia
Foi membro do Conselho do contencioso diplomático do Ministério dos Negócios Exteriores do Reino da Itália e conselheiro do ministro, assim como foi membro de conselhos temporários em muitas ocasiões (casos “Carthage”, “Manouba” e “Tavignano”) em 1912-13 junto à Corte Permanente de Arbitragem.
Em 1919 foi conselheiro jurídico e delegado técnico do governo italiano na Conferência de Paz de Paris. A partir de 1916 foi Sub-secretário Geral da Liga das Nações, sendo que em tal função participou, em 1920, dos trabalhos preparatórios do Estatuto da Corte Permanente de Justiça Internacional. Em 14 de setembro de 1921, foi nomeado juiz junto à tal Corte, da qual foi presidente entre 1928 e  1930; em 1930 foi reeleito para um segundo mandato de nove anos. No caso do Vapor "Wimbledon" passou para a história da Corte como o único juiz a ter votado contra um recurso apresentado pelo Estado que o tinha designado como componente do colegiado jurisdicional.
Foi membro associado do Institut de droit international a partir de 1908, obtendo a plena filiação em 1921, enquanto entre 1932 e 1934 foi o primeiro vice-presidente do mesmo “Institut”. Ainda fez parte de muitas outras instituições culturais na Itália e no exterior, como o Instituto americano de direito internacional, a Académie de droit comparé, o Comitê consultivo para as conferências de direito internacional privado e a Academia das Ciências de Utrecht. Escreveu a sua última obra acadêmica em 1932, sobre os limites da jurisdição italiana em relação às companhias estrangeiras.
Faleceu no verão de 1950. Seus restos mortais repousam na Capela do cemitério de Uzzano Castello, na Toscana, na Itália.